# ヒメクロアジサシ

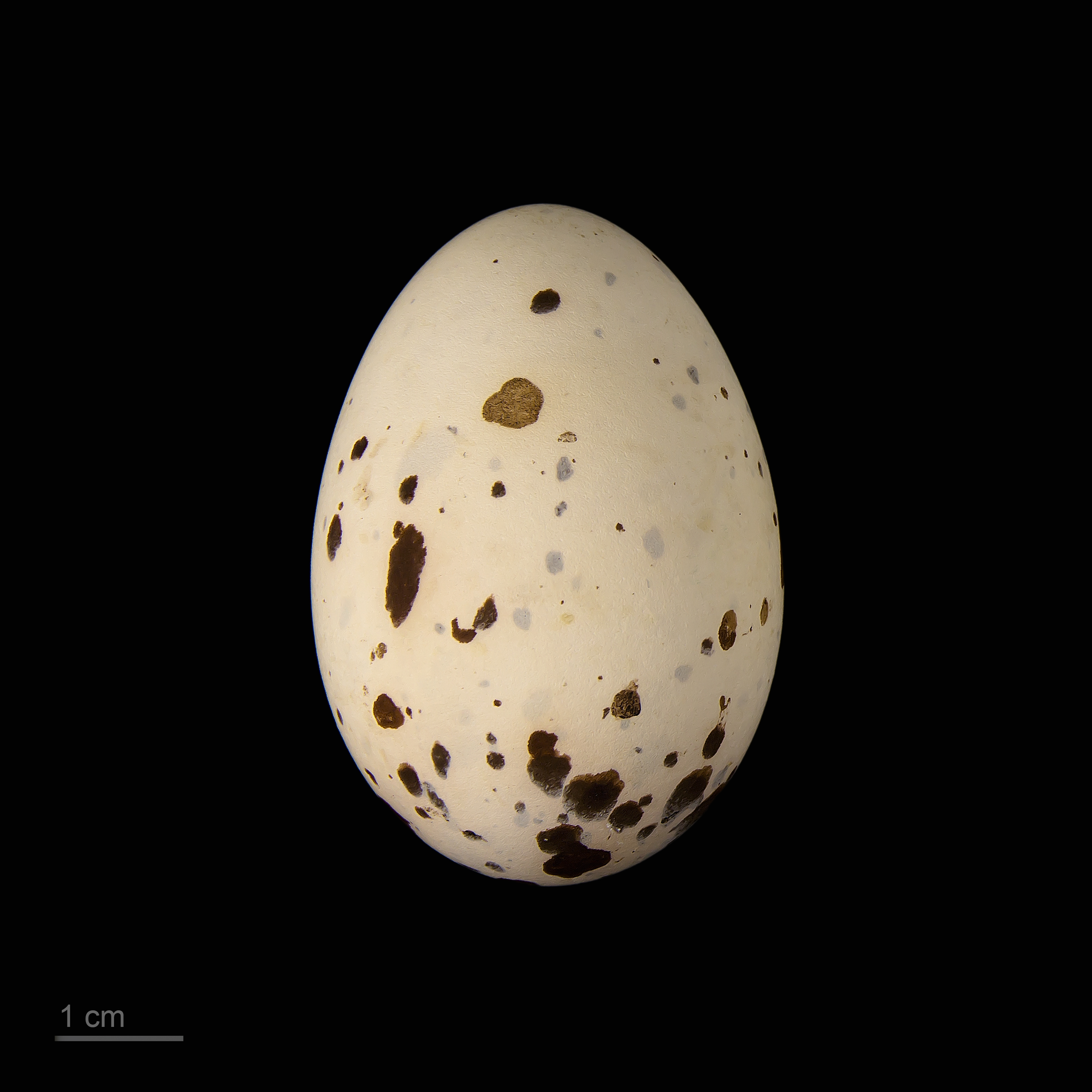
Anous minutus

ヒメクロアジサシ（姫黒鯵刺、学名：Anous minutus）は、チドリ目カモメ科に分類される鳥類の一種である。

## 形態
体長は35cm - 39cm。翼開長は66-72cm。クロアジサシと似ているがやや小さい。頭とアイリングは白いが、それ以外の全身は黒褐色の羽毛に覆われている。白い羽毛の割合がクロアジサシよりも多い。

## 分布
太平洋、大西洋の熱帯や亜熱帯の島々で繁殖し、非繁殖期は周辺の海域に広く分布する。
日本では迷鳥として小笠原諸島、火山列島、先島諸島で記録がある。クロアジサシの群れに混じっていることが多い。そのうち火山列島の硫黄島では繁殖記録がある。

## 生態
繁殖地は洋上の島嶼で、樹上に営巣する。
鳴き声は、「クリクリクリッ」または「ケラー」。